# بخش‌های دپارتمان سن-سن-دنی
بخش‌های دپارتمان سن-سن-دنی (انگلیسی: Arrondissements of the Seine-Saint-Denis department) شامل ۳ بخش به شرح زیر است:
1. بخش بوبینی با ۹ کمون (فرانسه) و جمعیت ۵۹۳ هزار نفر در سال ۲۰۱۳ می‌باشد.
2. بخش لرنسی با ۲۲ کمون (فرانسه) و جمعیت ۵۴۴ هزار نفر در سال ۲۰۱۳ می‌باشد.
3. بخش سن-دنی، سن-سن-دنی با ۹ کمون (فرانسه) و جمعیت ۴۱۴ هزار نفر در سال ۲۰۱۳ می‌باشد.